# Rubén Cortada
Jorge Rubén Cortada Soto (ur. 6 października 1984 w Isla de la Juventud, na Kubie) – kubański aktor telewizyjny i filmowy, model i fotograf.
Ukończył zawodową szkołę średnią Lenin Vocational School, znaną jako "Lenin" w Hawanie. Studiował dzięki stypendium na wydziale inżynierii mechanicznej w Instituto Superior Politécnico José Antonio Echeverría w Hawanie. Jako model pracował m.in. dla Guess i El Corte Inglés oraz takich projektantów jak Custo Dalmau, Jean-Paul Gaultier, Roberto Verino.
Jego pierwszym doświadczeniem aktorskim był występ w dwóch sztukach na Kubie w reżyserii Humberto Rodrigueza. Później uczył się aktorstwa pod kierunkiem argentyńskiego reżysera Fernando Piernasa.

## Wybrana filmografia
- 2011-2012: Bandolera jako Jorge Infante
- 2013: El tiempo entre costuras jako Ramiro Arribas
- 2014-2015: El Principe – dzielnica zła (El Príncipe) jako Faruq Ben Barek
- 2015-2017: Olmos y Robles jako inspektor Agustín Robles
- 2016: Lo que escondían sus ojos jako Ramón Serrano Suñer